# Tryggve Olafsson
Pour les articles homonymes, voir Tryggvi Olafsson (Prétendant).
Tryggve Olafsson (Tryggvi Ólafsson en vieux norrois, Tryggve Olavsson en norvégien), mort en 963, est un roi viking, qui règne sur le royaume de Viken (aujourd'hui Vingulmark et Ranrike). 

## Biographie
Tryggve est le fils d'Olaf Haraldsson, roi du Vestfold et le petit-fils Harald à la belle chevelure.
Selon la Heimskringla, Tryggve ravage l'Irlande et l'Écosse et procède à des expéditions vers l'ouest, avant qu'en 946, le roi Håkon, en voyage vers le nord,  le charge de défendre le Viken contre ses ennemis.
Tryggve est tué par Gudrœd, le frère du roi Harald à la pelisse grise, dans ses efforts pour réunifier la Norvège sous son autorité.

## Descendance
Le fils de Tryggve et d'Astrid Eiriksdatter, Olaf Tryggvason, deviendra plus tard roi de Norvège, et sa fille, Ingeborg Tryggvasdotter se mariera avec Ragnvald Ulfsson, jarl du Västergötland et futur souverain de Staraïa Ladoga, parfois assimilé à Rogvolod de Polotsk.